# Tennistoernooi van Dubai 2014
|                                         |  |                                      |
| Venus Williams, winnares bij de vrouwen |  | Roger Federer, winnaar bij de mannen |

Het tennistoernooi van Dubai van 2014 werd van 17 februari tot en met 1 maart 2014 gespeeld op de hardcourt-buitenbanen van het Aviation Club Tennis Centre in Dubai, de hoofdstad van het gelijknamige emiraat in de Verenigde Arabische Emiraten. De officiële naam van het toernooi was Duty Free Tennis Championships.
Het toernooi bestond uit twee delen:
- WTA-toernooi van Dubai 2014, het toernooi voor de vrouwen, van 17 tot en met 22 februari 2014
- ATP-toernooi van Dubai 2014, het toernooi voor de mannen, van 24 februari tot en met 1 maart 2014

ATP-toernooi van Dubai – WTA-toernooi van Dubai

2001 · 2002 · 2003 · 2004 · 2005 · 2006 · 2007 · 2008 · 2009 · 2010 · 2011 · 2012 · 2013 · 2014 · 2015 · 2016 · 2017 · 2018 · 2019 · 2020 · 2021 · 2022 · 2023 · 2024 · 2025